# ハード・リヴェンジ
『ハード・リヴェンジ』（英語: Hard Revenge）は、日本の作曲家である坂本龍一の3枚目のリミックス・アルバム。
1994年12月16日にFOR LIFEのgütレーベルからリリースされた。
本作は、アルバム『スウィート・リヴェンジ』（1994年）の収録曲である「Love and Hate」と「Moving On」、「Some Dream, Same Destination」、「Regret」の4曲を、マーシャル・ジェファーソンをはじめ、Goh Hotoda、イシュマエル・バトラー、森俊彦によってそれぞれリミックスされた。一部ノイズが含まれている楽曲があるため、ディスクジャケットには「制作者の意図によりノイズが入っている箇所があります」と注釈が記載されている。

## リリース
1994年12月16日にFOR LIFEのgütレーベルからLPレコードとCDの2形態でリリースされた。ディスクジャケットは、2形態ともに再生紙を採用しており、CD盤のみE-MUのサンプラーである『SP1200』と、Macintosh SE、お笑いコンビのダウンタウンが芸者に扮した音楽ユニットであるGEISHA GIRLSがデザインされたステッカーが封入されている。

## 収録曲

### LPレコード
| 全作曲: 坂本龍一。 | |                    |            |                            |      |
| #                  | タイトル | 作詞               | 作曲・編曲 | リミックス                 | 時間 |
| 1.                 | 「ラヴ・アンド・ヘイト (マーシャル・ジェファーソン・ミックス)」(Love and Hate (Marshall Jefferson Mix))                   | ホリー・ジョンソン | 坂本龍一   | マーシャル・ジェファーソン | 5:19 |
| 2.                 | 「ラヴ・アンド・ヘイト (U.K.シングル・ミックス)」(Love and Hate (U.K. Single Mix))                                        | ホリー・ジョンソン | 坂本龍一   | Goh Hotoda 坂本龍一        | 5:32 |
| 3.                 | 「ムーヴィング・オン (バタフライ・オブ・ディゲブル・プラネッツ・ミックス)」(Moving On (Butterfly of Degable Planets Mix)) | J-Me               | 坂本龍一   | イシュマエル・バトラー     | 4:32 |
| 合計時間:          | 合計時間: | 合計時間:          | 合計時間:  | 15:23                      |      |

| 全作曲: 坂本龍一。 | |                  |            |            |      |
| #                  | タイトル | 作詞             | 作曲・編曲 | リミックス | 時間 |
| 1.                 | 「セイム・ドリーム、セイム・デスティネイション (T.モリ・ミックス)」(Some Dream, Same Destination (T. Mori Mix)) | ロディ・フレイム | 坂本龍一   | 森俊彦     | 4:41 |
| 2.                 | 「リグレット (T.モリ・ミックス)」(Regret (T.Mori Mix))                                                          | J-Me             | 坂本龍一   | 森俊彦     | 5:14 |
| 3.                 | 「リグレット (アルバム・ミックス・フル・ヴァージョン)」(Regret (Album Mix-full version))                        | J-Me             | 坂本龍一   |            | 6:39 |
| 合計時間:          | 合計時間: | 合計時間:        | 合計時間:  | 16:34      |      |

### CD
| 全作曲: 坂本龍一。 | |                    |            |                            |      |
| #                  | タイトル | 作詞               | 作曲・編曲 | リミックス                 | 時間 |
| 1.                 | 「ラヴ・アンド・ヘイト (マーシャル・ジェファーソン・ミックス)」(Love and Hate (Marshall Jefferson Mix))                   | ホリー・ジョンソン | 坂本龍一   | マーシャル・ジェファーソン | 5:19 |
| 2.                 | 「ラヴ・アンド・ヘイト (U.K.シングル・ミックス)」(Love and Hate (U.K. Single Mix))                                        | ホリー・ジョンソン | 坂本龍一   | Goh Hotoda 坂本龍一        | 5:32 |
| 3.                 | 「ムーヴィング・オン (バタフライ・オブ・ディゲブル・プラネッツ・ミックス)」(Moving On (Butterfly of Degable Planets Mix)) | J-Me               | 坂本龍一   | イシュマエル・バトラー     | 4:32 |
| 4.                 | 「セイム・ドリーム、セイム・デスティネイション (T.モリ・ミックス)」(Some Dream, Same Destination (T. Mori Mix))           | ロディ・フレイム   | 坂本龍一   | 森俊彦                     | 4:41 |
| 5.                 | 「リグレット (T.モリ・ミックス)」(Regret (T.Mori Mix))                                                                    | J-Me               | 坂本龍一   | 森俊彦                     | 5:14 |
| 6.                 | 「リグレット (アルバム・ミックス・フル・ヴァージョン)」(Regret (Album Mix-full version))                                  | J-Me               | 坂本龍一   |                            | 6:39 |
| 合計時間:          | 合計時間: | 合計時間:          | 合計時間:  | 31:57                      |      |

## リリース履歴
| No. | 日付           | 国名 | レーベル       | 規格       | 規格品番  | 備考 |
| --- | -------------- | ---- | -------------- | ---------- | --------- | ---- |
| 1   | 1994年12月16日 | 日本 | FOR LIFE / güt | LPレコード | FLJG-9003 |      |
| 1   | 1994年12月16日 | 日本 | FOR LIFE / güt | CD         | FLCG-3006 |      |